# WTA de Bogotá
O WTA de Bogotá – ou Copa Colsanitas Zurich, atualmente – é um torneio de tênis profissional feminino, de nível WTA 250.
Realizado em Bogotá, capital da Colômbia, estreou em 1998. Os jogos são disputados em quadras de saibro durante o mês de abril.

## Finais

### Simples
| Ano                                                         | Campeã                      | Vice-campeã             | Resultado           |
| ----------------------------------------------------------- | --------------------------- | ----------------------- | ------------------- |
| 2025                                                        | Camila Osorio               | Katarzyna Kawa          | 6–3, 6–3            |
| 2024                                                        | Camila Osorio               | Marie Bouzková          | 6–3, 7–65           |
| 2023                                                        | Tatjana Maria               | Peyton Stearns          | 6–3, 2–6, 6–4       |
| 2022                                                        | Tatjana Maria               | Laura Pigossi           | 6–3, 4–6, 6–2       |
| 2021                                                        | María Camila Osorio Serrano | Tamara Zidanšek         | 5–7, 6–3, 6–4       |
| Torneio não realizado em 2020 devido à pandemia de COVID-19 |                             |                         |                     |
| 2019                                                        | Amanda Anisimova            | Astra Sharma            | 4–6, 6–4, 6–1       |
| 2018                                                        | Anna Karolína Schmiedlová   | Lara Arruabarrena       | 6–2, 6–4            |
| 2017                                                        | Francesca Schiavone         | Lara Arruabarrena       | 6–4, 7–5            |
| 2016                                                        | Irina Falconi               | Sílvia Soler Espinosa   | 6–2, 2–6, 6–4       |
| 2015                                                        | Teliana Pereira             | Yaroslava Shvedova      | 7–62, 6–1           |
| 2014                                                        | Caroline Garcia             | Jelena Janković         | 6–3, 6–4            |
| 2013                                                        | Jelena Janković             | Paula Ormaechea         | 6–1, 6–2            |
| 2012                                                        | Lara Arruabarrena-Vecino    | Alexandra Panova        | 6–2, 7–5            |
| 2011                                                        | Lourdes Domínguez Lino      | Mathilde Johansson      | 2–6, 6–3, 6–2       |
| 2010                                                        | Mariana Duque-Mariño        | Angelique Kerber        | 6–4, 6–3            |
| 2009                                                        | María José Martínez Sánchez | Gisela Dulko            | 6–3, 6–2            |
| 2008                                                        | Nuria Llagostera Vives      | María Emilia Salerni    | 6–0, 6–4            |
| 2007                                                        | Roberta Vinci               | Tathiana Garbin         | 56–7, 6–4, 0–3, ab. |
| 2006                                                        | Lourdes Domínguez Lino      | Flavia Pennetta         | 7–63, 6–4           |
| 2005                                                        | Flavia Pennetta             | Lourdes Domínguez Lino  | 7–64, 6–4           |
| 2004                                                        | Fabiola Zuluaga             | María Sánchez Lorenzo   | 3–6, 6–4, 6–2       |
| 2003                                                        | Fabiola Zuluaga             | Anabel Medina Garrigues | 6–3, 6–2            |
| 2002                                                        | Fabiola Zuluaga             | Katarina Srebotnik      | 6–1, 6–4            |
| 2001                                                        | Paola Suárez                | Rita Kuti-Kis           | 6–2, 6–4            |
| 2000                                                        | Patricia Wartusch           | Tathiana Garbin         | 4–6, 6–1, 6–4       |
| 1999                                                        | Fabiola Zuluaga             | Christína Papadáki      | 6–1, 6–3            |
| 1998                                                        | Paola Suárez                | Sonya Jeyaseelan        | 6–3, 6–4            |

### Duplas
| Ano                                                         | Campeãs                                            | Vice-campeãs                          | Resultado         |
| ----------------------------------------------------------- | -------------------------------------------------- | ------------------------------------- | ----------------- |
| 2025                                                        | Cristina Bucșa Sara Sorribes Tormo                 | Irina Bara Laura Pigossi              | 5–7, 6–2, [10–5]  |
| 2024                                                        | Cristina Bucșa Kamilla Rakhimova                   | Anna Bondár Irina Khromacheva         | 7–65, 3–6, [10–8] |
| 2023                                                        | Irina Khromacheva Iryna Shymanovich                | Oksana Kalashnikova Katarzyna Piter   | 6–1, 3–6, [10–6]  |
| 2022                                                        | Astra Sharma Aldila Sutjiadi                       | Emina Bektas Tara Moore               | 4–6, 6–4, [11–9]  |
| 2021                                                        | Elixane Lechemia Ingrid Neel                       | Mihaela Buzărnescu Anna-Lena Friedsam | 6–3, 6–4          |
| Torneio não realizado em 2020 devido à pandemia de COVID-19 |                                                    |                                       |                   |
| 2019                                                        | Zoe Hives Astra Sharma                             | Hayley Carter Ena Shibahara           | 6–1, 6–2          |
| 2018                                                        | Dalila Jakupović Irina Khromacheva                 | Mariana Duque Mariño Nadia Podoroska  | 6–3, 6–4          |
| 2017                                                        | Beatriz Haddad Maia Nadia Podoroska                | Verónica Cepede Royg Magda Linette    | 6–3, 7–64         |
| 2016                                                        | Lara Arruabarrena Tatjana Maria                    | Gabriela Cé Andrea Gámiz              | 6–2, 4–6, [10–8]  |
| 2015                                                        | Paula Cristina Gonçalves Beatriz Haddad Maia       | Irina Falconi Shelby Rogers           | 6–3, 3–6, [10–6]  |
| 2014                                                        | Lara Arruabarrena Caroline Garcia                  | Vania King Chanelle Scheepers         | 7–65, 6–4         |
| 2013                                                        | Tímea Babos Mandy Minella                          | Eva Birnerová Alexandra Panova        | 6–4, 6–3          |
| 2012                                                        | Eva Birnerová Alexandra Panova                     | Mandy Minella Stefanie Vögele         | 6–2, 6–2          |
| 2011                                                        | Edina Gallovits-Hall Anabel Medina Garrigues       | Sharon Fichman Laura Pous Tió         | 2–6, 7–66, [11–9] |
| 2010                                                        | Gisela Dulko Edina Gallovits                       | Olga Savchuk Anastasiya Yakimova      | 6–2, 7–66         |
| 2009                                                        | Nuria Llagostera Vives María José Martínez Sánchez | Gisela Dulko Flavia Pennetta          | 7–5, 3–6, [10–7]  |
| 2008                                                        | Iveta Benešová Bethanie Mattek                     | Jelena Kostanić Tošić Martina Müller  | 6–3, 6–3          |
| 2007                                                        | Lourdes Domínguez Lino Paola Suárez                | Flavia Pennetta Roberta Vinci         | 1–6, 6–3, [11–9]  |
| 2006                                                        | Gisela Dulko Flavia Pennetta                       | Ágnes Szávay Jasmin Wöhr              | 7–61, 6–1         |
| 2005                                                        | Emmanuelle Gagliardi Tina Pisnik                   | Ľubomíra Kurhajcová Barbora Strýcová  | 6–4, 6–3          |
| 2004                                                        | Barbara Schwartz Jasmin Wöhr                       | Anabel Medina Garrigues Arantxa Parra | 6–1, 6–3          |
| 2003                                                        | Katarina Srebotnik Åsa Svensson                    | Tina Križan Tatiana Perebiynis        | 6–2, 6–4          |
| 2002                                                        | Virginia Ruano Pascual Paola Suárez                | Tina Križan Katarina Srebotnik        | 6–2, 6–1          |
| 2001                                                        | Tathiana Garbin Janette Husárová                   | Laura Montalvo Paola Suárez           | 6–4, 2–6, 6–4     |
| 2000                                                        | Laura Montalvo Paola Suárez                        | Rita Kuti-Kis Petra Mandula           | 6–4, 6–2          |
| 1999                                                        | Christína Papadáki Seda Noorlander                 | Laura Montalvo Paola Suárez           | 6–4, 7–65         |
| 1998                                                        | Janette Husárová Paola Suárez                      | Melissa Mazzotta Ekaterina Sysoeva    | 3–6, 6–2, 6–3     |